# Zwarte zee-elft
De Zwarte zee-elft (Alosa pontica) is een straalvinnige vis uit de familie van haringen (Clupeidae) en behoort derhalve tot de orde van haringachtigen (Clupeiformes). De vis kan een lengte bereiken van 39 cm. De hoogst geregistreerde leeftijd is 7 jaar. 

## Leefomgeving
Alosa pontica komt zowel in zoet als zout water voor. Ook in brak water is de soort waargenomen. De vis prefereert een gematigd klimaat. Het verspreidingsgebied beperkt zich tot Azië. De diepteverspreiding is 3 tot 90 m onder het wateroppervlak. 

## Relatie tot de mens
Alosa pontica is voor de visserij van beperkt commercieel belang. In de hengelsport wordt er weinig op de vis gejaagd. 